# Pulvérières
Pulvérières település Franciaországban, Puy-de-Dôme megyében. Lakosainak száma 409 fő (2022. január 1.). Pulvérières Chapdes-Beaufort, Charbonnières-les-Varennes, Manzat és Saint-Ours községekkel határos.

## Népesség
A település népességének változása:
| Lakosok száma | 397  | 406  | 413  | 406  | 406  | 403  | 402  | 399  | 409  |
|               | 2013 | 2015 | 2016 | 2017 | 2018 | 2019 | 2020 | 2021 | 2022 |